# 山田隆裕
山田隆裕（1972年4月29日—），已退役日本足球運動員，前日本國家足球隊成員，Youtuber。

## 外部連結
- National Football Teams Archive.today的存檔，存档日期2013-01-04
- Japan National Football Team Database
- 日本職業足球聯賽中的山田隆裕 （日語）
- 山田隆裕 （页面存档备份，存于） - National-Football-Teams.com
- Takahiro Yamada （页面存档备份，存于） - Transfermarkt
- YouTube上的TAKAちゃんTV【山田隆裕チャンネル】頻道
- YouTube上的たかちゃんがわちゃん頻道 - 旧チャンネル
- 7人制サッカーを中心に活動してる元サッカー日本代表山田隆裕と愉快な仲間たち （页面存档备份，存于）